# Rhododendron 'Nabukko'
Rhododendron 'Nabukko' — сорт зимостойких листопадных рододендронов. 

## Биологическое описание
Листопадный кустарник, ежегодный прирост от 10 до 15 см, высота в возрасте около 15 лет 1,2—1,6 м.
Листья узкояйцевидные, слегка заострённые, при развёртывании из почек бронзового цвета, позже зелёные, до 6 см длиной.
Бутоны очень тёмные.
Цветки глубоко-бархатистые, красные с белыми пыльниками, от 6,5 до 7,5 см в диаметре. Цветение позднее: в конце мая — начале июня.

## В культуре
Зоны морозостойкости: 4 — 5.